# Faye-l'Abbesse
Faye-l'Abbesse är en kommun i departementet Deux-Sèvres i regionen Nouvelle-Aquitaine i västra Frankrike. Kommunen ligger i kantonen Bressuire som tillhör arrondissementet Bressuire. År 2022 hade Faye-l'Abbesse 1 126 invånare.

## Befolkningsutveckling
Antalet invånare i kommunen Faye-l'Abbesse
| Referens: INSEE |